# Ferdinand Krauss (Heimatforscher)

Wandrelief in einem Mehrparteienhaus in Graz, von Hans Brandstetter ursprünglich als Grabstein für Ferdinand Krauss geschaffen

Ferdinand Krauss (auch Krauß, * 27. August 1848 in Graz; † 12. April 1898 in Meran (Südtirol)) war ein österreichischer Schriftsteller, Journalist und Beamter. Er verfasste zahlreiche Kunst- und kulturhistorische Abhandlungen und seine bekanntesten Werke sind dem Bereich der Landeskunde und Heimatforschung zuzuordnen. Ferdinand Krauss war Teil einer intellektuell interessierten Gruppe, die sich regelmäßig in der Weinstube „Im Krug zum grünen Kranze“ versammelte, der auch Schriftsteller und Dichter Peter Rosegger angehörte.

## Leben
Krauss wurde 1848 in Graz geboren und in der katholischen Pfarre St. Leonhard getauft. Im Jahre 1871 trat er in den Dienst des Landes Steiermark, wo er ab 1890 als Rechnungs- und Landesarchivsrat in der Buchhaltung tätig war. Später wurde er weiters Korrespondent der „k.k. Zentral-Kommission zur Erforschung und Erhaltung der Kunst- und Historischen Denkmale“, welche eine jährlich erscheinende Zeitschrift veröffentlichte.
Für sein bekanntestes Werk Von der Ostsee bis zum Nordkap (1888), eine ausführliche Landeskunde über Teile Skandinaviens, erhielt er den Ehrentitel eines „Ritters des königlichen schwedisch-norwegischen Wasaordens“. Neben dem Werk über den Norden und Die Eherne Mark. Eine Wanderung durch steirische Oberlande zählen Die nordöstliche Steiermark. Eine Wanderung durch vergessene Lande (1888), welches 1930 durch den Kunsthistoriker Robert Meeraus neubearbeitet und unter dem Namen Die Oststeiermark veröffentlicht wurde, und eine biographische Skizze des bekannten Grazer Bildhauers Hans Brandstetter von 1885 noch zu seinem Hauptwerk. Daneben schrieb er noch ein ebenfalls 1888 erschienenes Buch über das nordische Museum in Stockholm und einige publizistische Veröffentlichungen über Graz.
Krauss unterhielt viele Kontakte zu Männern im Dienste des k.u.k. Staates und anderen Gelehrten. Der Autor war ebenfalls Teil einer intellektuell interessierten Gruppe, die sich regelmäßig in der Weinstube „Im Krug zum grünen Kranze“ versammelte, der unter anderem auch der Bildhauer Hans Brandstetter angehörte. Das wohl bekannteste Mitglied der Männergruppe war der Schriftsteller und Dichter Peter Rosegger.
Sein Werk über „Alt-Graz“ konnte Ferdinand Krauss nicht mehr fertigstellen. Er verstarb im Alter von 49 Jahren 1898 in Meran, wo er wegen einer Krankheit „Heilung suchte“. Sein Freund Hans Brandstetter schuf ihm ein marmornes Grabmal, das wenige Monate später feierlich unter der Anwesenheit Peter Roseggers am Grazer Sankt-Leonhard-Friedhof enthüllt wurde. Der Grabstein befindet sich heute als Wandrelief in einem Mehrparteienhaus in Graz.

## Im Krug zum grünen Kranze
Im Krug zum grünen Kranze lautet der erste Vers des romantischen Gedichts Brüderschaft des Dichters Wilhelm Müller, nach dem die ehemalige Weinstube in der Grazer Herrengasse benannt wurde, wo zwischen den Jahren 1881 und 1914 ein allwöchentlicher Treffpunkt von kulturinteressierten Künstlern, Journalisten, Wissenschaftlern, Juristen, Architekten und Schauspielern stattfand. Diesem Stammtisch gehörten Männer an, die wichtige Positionen im Kulturleben der Stadt Graz einnahmen und sich als „Ritter vom Geiste“ verstanden.
Dieses exklusive kulturpolitische Netzwerk wurde im Laufe der Jahre immer größer und neben den bereits genannten Mitgliedern Ferdinand Krauss, Peter Rosegger und Hans Brandstetter nahmen noch einige andere bekannte Namen, wie beispielsweise der Maler Paul Schad-Rossa oder der Komponist Wilhelm Kienzl, regelmäßig an den Männertreffen teil.

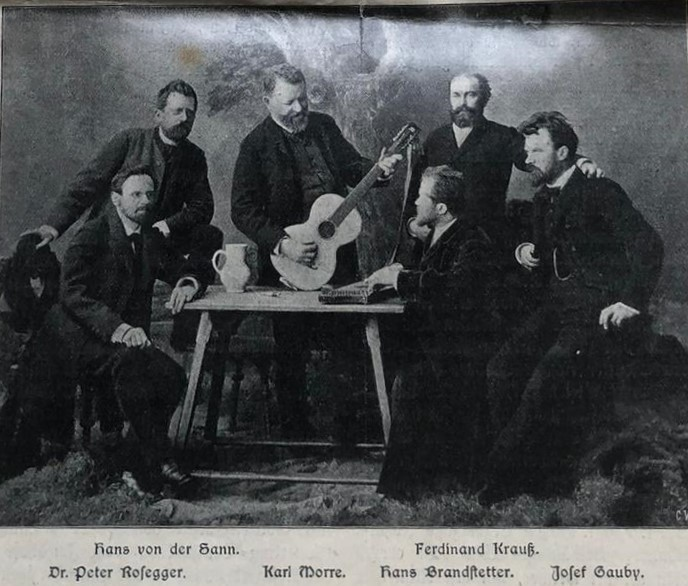
Der enge Kreis der Gruppe als „Musikrunde“

Dass Ferdinand Krauss zu den Kernmitgliedern dieser Kulturrunde und damit engeren Freunden des im Zentrum stehenden Peter Rosegger gehörte, zeigen einige Gruppenportraits der „Musikrunde“, auf denen Ferdinand Krauss zusammen mit Peter Rosegger, Schriftsteller Johann Krainz (Pseudonym: Hans von der Sann), Dichter und Reichstagsabgeordneten Karl Morré, Hans Brandstetter, sowie dem Komponisten Josef Gauby abgebildet ist.

## Werke
(Quelle: )
- Die Lehrjahre eines Bildners aus der Steiermark (1885)
- Die nordöstliche Steiermark. Eine Wanderung durch vergessene Lande (1888, vollständig neubearbeitet von Robert Meeraus 1930 unter dem Titel Die Oststeiermark)
- Von der Ostsee bis zum Nordkap (1888)
- Das nordische Museum in Stockholm (1888)
- Die eherne Mark. Eine Wanderung durch das steirische Oberland Band 1 (1892)
- Der Lungau (1894)
- Die eherne Mark. Eine Wanderung durch das steirische Oberland Band 2 (1897)

## Ehrungen
- Ritter des königlichen schwedisch-norwegischen Wasaordens (1888)
- Das Universalmuseum Joanneum in Graz stellt zwei Büsten beziehungsweise Skulpturen des Schriftstellers aus.[7]
- In Hartberg eine wurde Straße zu „Ferdinand-Kraus[sic!]-Gasse“ benannt.[8]